# 战术射击游戏

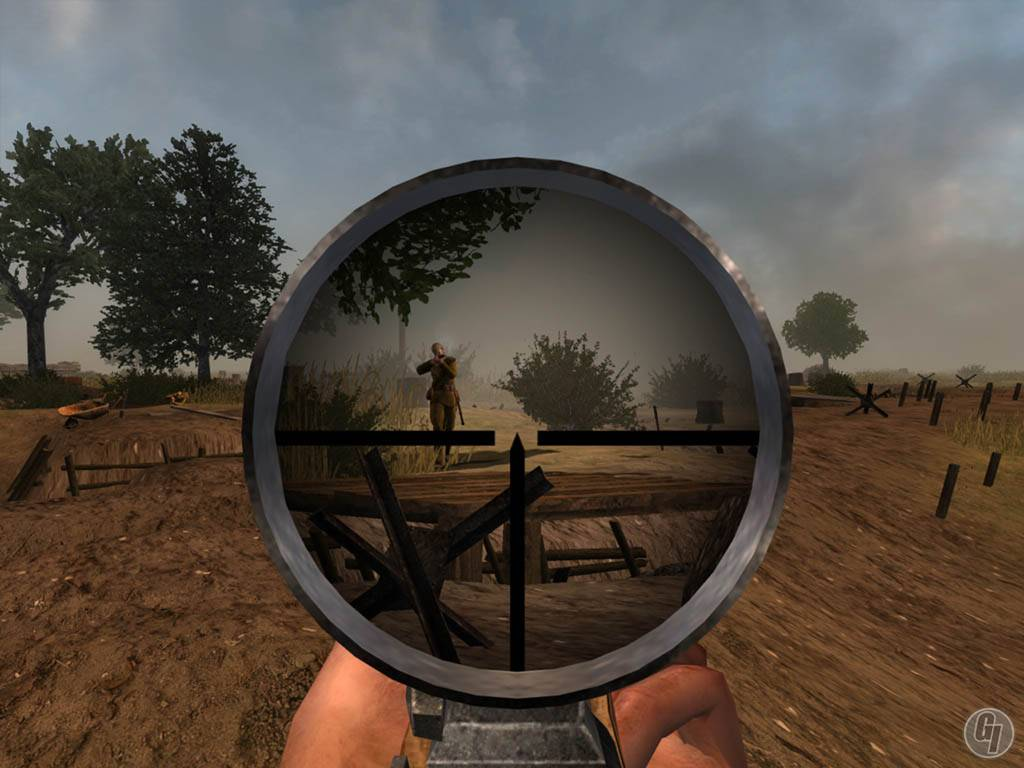
一款战术射击游戏

战术射击游戏是一种包括第一人称射击和第三人称射击的電子游戏類別。这些游戏通常模拟真实的战斗。在这种游戏中，比起在其他游戏中重視的快速反应能力，此類遊戲更需要战术和谨慎。涉及军事战斗的战术射击游戏有时被称为“士兵模拟”（soldier sims）。

## 游戏设计
根据IGN的定义，战术射击“是关于谨慎，小心，合作，协调，规划，以及移动。在这些游戏中，决定性的推进，快速移动以提供掩护，战术撤退，以及获得高分不仅对成功很重要，但是在这样一种方式的平衡使这些成为一种愉快的游戏行为。”
战术射击游戏的设计尊崇真实主义。玩家被一颗子弹打死是很寻常的，因此玩家必须比在其他射击游戏要更谨慎。寫實的武器建模相當被重視，以及比起其他游戏功能更為有限的強化物品。这限制了在其他射击游戏中常见的个人英雄主义，因此战术变得越来越重要。
总的来说，战术射击游戏的节奏比其他动作游戏要慢。跳跃的技术有时被降低以提高真实性，某些游戏甚至省略跳跃键。相较于强调跑动和射击的游戏，战术射击游戏需要更多的谨慎和耐心（利用掩體以及避免在开阔地区活动），在战术射击游戏中，射击在玩家跑动时变得十分不精确，而匍伏或者蹲姿则有利于提高准度。玩家往往可以使用腰射姿势（"hippie"），这种姿势虽不精确但能提高视野，或使用瞄准镜放大以提高精度，但这将缩小视野。一些战术射击游戏甚至删除了其他的第一人称射击游戏能够看到的十字线，以实现高度的真实性。
许多战术射击游戏使用基于團隊的战斗，在这种情况下玩家需要其他队友的支援。虽然早期的战术射击游戏中电脑控制的玩家只能提供简单的火力支援，人工智能在之后的游戏中进化得能够进行更复杂的小队回应如提供火力压制。在一些有着强大的人工智能的游戏中，玩家可以对其他电脑控制的角色下达命令。一些游戏可以在任务之前设定好各角色的行动路线及职务。更多游戏则提供了多人在线模式，以允许真人玩家制定策略。比其他的射击游戏，战术射击游戏更强调基于团队的策略，因此精确的射击能力以及快速反应能力对于胜利并非那么重要。
关卡的设计通常反映了游戏的设置。例如，玩家可以扮演特警打击恐怖分子和其他犯罪，或者作为战场上的士兵及特种部队的突击兵在真实世界的对抗中遭遇战斗。一些游戏发生在完全虚构的宇宙，并包含科幻元素。每一关将有不同的目标。虽然一些关卡可能只需要玩家打败他们的敌人，其他关卡需要护送重要人物（VIP）或者在目标上安装炸弹。关卡通常设计有检查点（check points）或多重路线（alternate routes）。“强攻”（"run and gun"）经常遇到的重重阻力，取得一些高价值位置的变得尤为重要，或者突袭敌人甚至避开他们的视线完全潜入。

### 武器
战术射击游戏往往具有多种模拟实际枪支的武器，比起普通射击游戏更加真实，但是过于真實往往会牺牲游戏的平衡性以及可玩性。游戏中的武器及弹道和实际有所差别，这是为了保证多人游戏的平衡性。
比如反恐精英以及其他游戏允许玩家在躯干中数弹的情况下依然生存（忽略了不同类型的防弹衣的防弹能力）甚至腿中弹（在现实生活中很少有防弹措施），但在混战中判定一个自动死亡（无论是拳击或刀刺）和“爆头”（包括手枪射击后脑，即使目标戴着头盔）。
比起普通的射击游戏比如雷神之锤允许玩家携带整个军火库，战术射击游戏对于玩家的装备有着严格的限制，所以玩家必须根据形势或在团队中的角色仔细选择的武器。反恐精英的武器系统允许玩家选择一把主武器（突击步枪，机关枪，狙击步枪以及霰弹枪）和一把次要武器（手枪），这种系统被其它射击游戏所继承，例如战地2。
使用或携带重武器如狙击步枪和机枪经常比携带类似冲锋枪和手枪的轻武器移动更加缓慢。玩家发现这种系统有漏洞，例如在反恐精英中他们通常将武器切换至小刀以加快移动的速度。
由于手榴弹的spam问题，爆炸效果往往被淡化和或只能携带1-2枚手榴弹。
尽管双持在现实中是不實用以及不准确的，卻经常出现在战术射击游戏中以向電影致敬。而沙漠之鹰手槍，尽管其重量重，后座力大，以及弹匣容量小使它不适合应用于实际的军事行动中，卻经常在许多战术射击游戏中被设定为一把高杀伤力的武器。例如在反恐精英以及使命召唤：现代战争系列當中。

## 代表作
- 彩虹六号系列
- 幽灵行动系列
- 反恐精英
- 真实计划
- 武装突袭系列
- DayZ
- 荣誉勋章系列
- 战火兄弟连系列
- 闪点行动系列
- 嚴陣以待
- 逃離塔科夫